# Shin-Egota (métro de Tokyo)
Shin-Egota (新江古田駅, Shin-Egota-eki) est une station du métro de Tokyo sur la ligne Ōedo dans l'arrondissement de Nakano à Tokyo. Elle est exploitée par le Bureau des Transports de la Métropole de Tokyo (Toei).

## Situation sur le réseau
La station Shin-Egota est située au point kilométrique (PK) 35,3 de la ligne Ōedo.

## Histoire
La station a été inaugurée le 19 décembre 1997.

## Services aux voyageurs

### Accès et accueil
La station est ouverte tous les jours.
En moyenne, 25 572 voyageurs ont fréquenté quotidiennement la station en 2015.

### Desserte

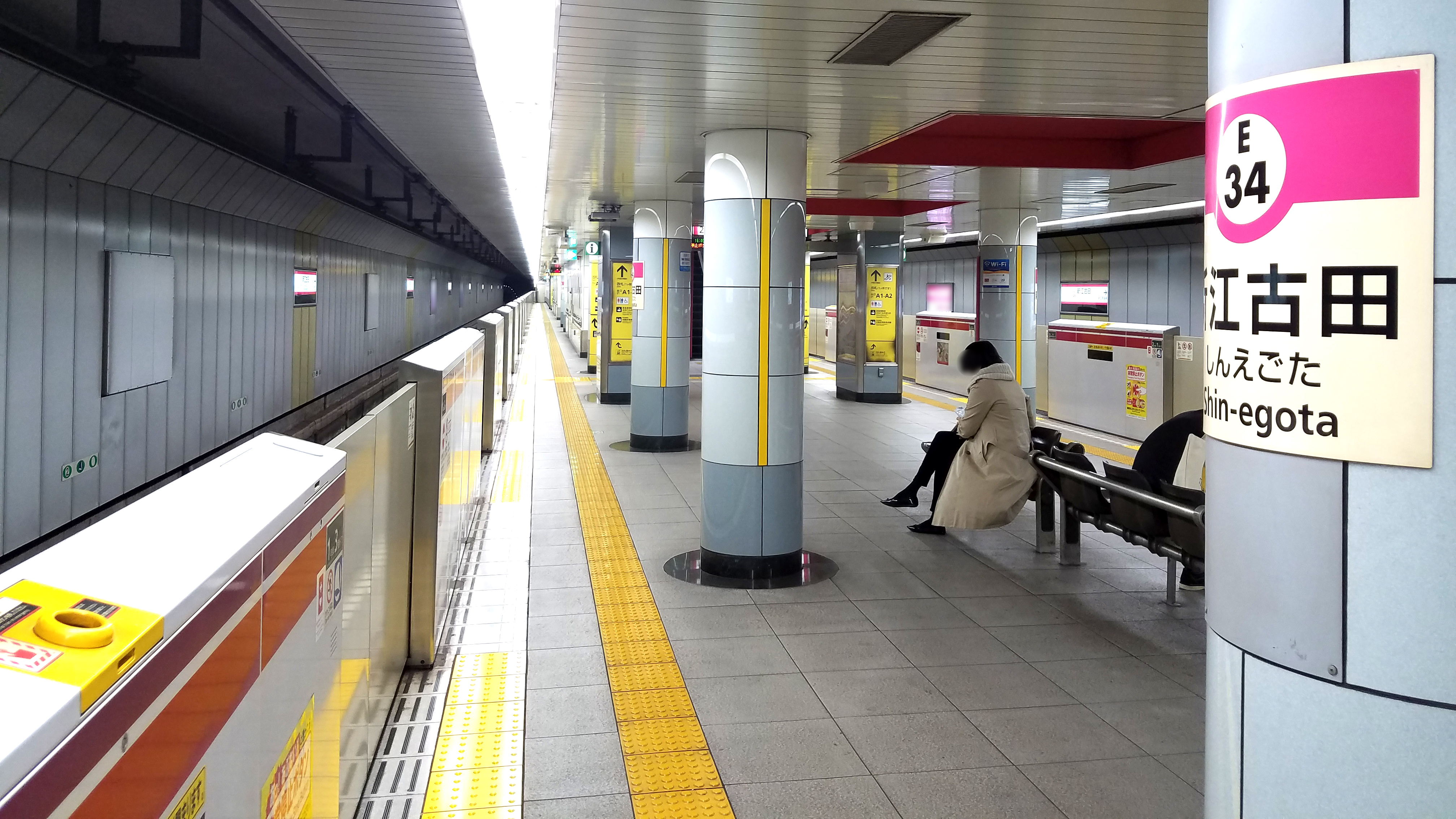
Quai de la station

Ligne Ōedo :
- voie 1 : direction Tochōmae
- voie 2 : direction Hikarigaoka